# 帕克宮 (華沙)

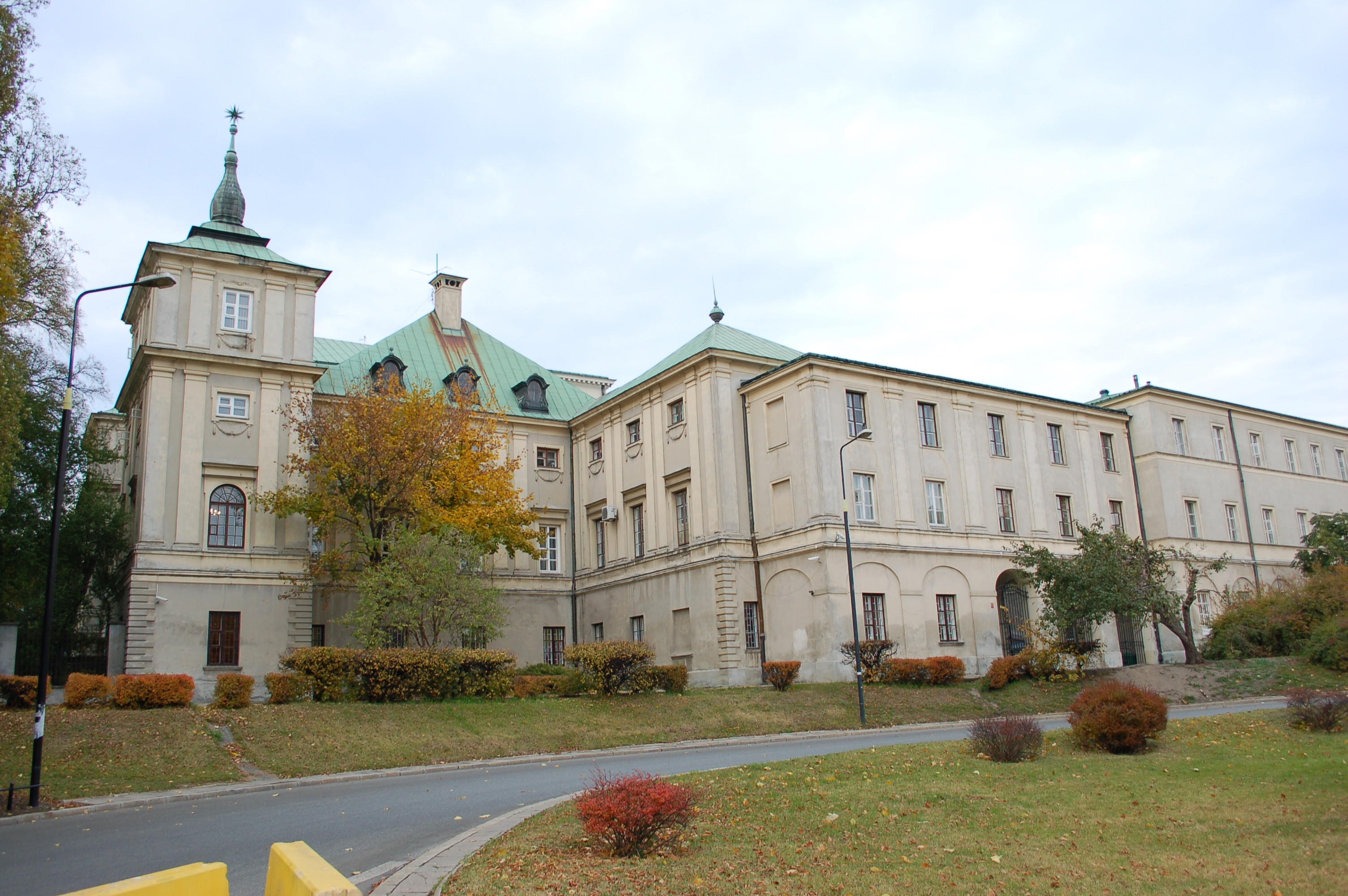
帕克宮

帕克宮（Pałac Paca）是波蘭首都華沙的一座歷史建築，位於蜂蜜街上。這座建築修建於1681年至1687年之間，是一座巴洛克式風格建築。